# Diana Warinska
Diana Jewheniwna Warinska  (ukrainisch Діана Євгенівна Варінська; international verwendete Schreibung Diana Varinska; * 22. März 2001 in Kiew) ist eine ukrainische Kunstturnerin.
Warinska errang 2017 bei den Turn-Weltmeisterschaften in Montreal am Stufenbarren den 6. Platz und 2018 bei den Turn-Europameisterschaften beim Mannschaftsmehrkampf der Frauen Rang 7.
Bei den Europaspielen 2019 in Minsk holte sie sich beim Einzelmehrkampf und beim Schwebebalkenwettbewerb jeweils die Bronzemedaille.
Im Sommer 2021 nahm sie an den Olympischen Spielen 2020 in Tokio teil, kam jedoch nicht über die Vorrunde hinaus.